# Парфинское городское поселение
Парфинское городское поселение — муниципальное образование в Парфинском муниципальном районе Новгородской области России.
Административный центр — рабочий посёлок Парфино.

## География
Территория городского поселения расположена в центре Новгородской области на правом берегу реки Ловать.

## История
Парфинское городское поселение было образовано в соответствии с законом Новгородской области от 11 ноября 2005 года № 559-ОЗ.

## Население
| 2010  | 2012  | 2013  | 2014  | 2015  | 2016  | 2017  |
| ----- | ----- | ----- | ----- | ----- | ----- | ----- |
| 7610  | ↘7385 | ↘7328 | ↘7227 | ↘7130 | ↘7011 | ↘6887 |
| 2018  | 2019  | 2020  | 2021  |       |       |       |
| ↘6798 | ↘6616 | ↘6450 | ↗6582 |       |       |       |

## Состав городского поселения
| № | Населённый пункт | Тип населённого пункта                  | Население |
| - | ---------------- | --------------------------------------- | --------- |
| 1 | Конюхово         | деревня                                 | ↘108      |
| 2 | Парфино          | рабочий посёлок, административный центр | ↗6481     |

## Транспорт
В южной части территория городского поселения проходят пути Октябрьской железной дороги линии Бологое-Московское — Старая Русса — Дно-1. Есть автодороги в город Старая Русса и др. Автомобильный и железнодорожные мосты через Ловать.